# Quarto Grande Despertamento

O Quarto Grande Despertar (português brasileiro) ou Quarto Grande Despertamento (português europeu)  foi um despertamento religioso cristão que alguns estudiosos — mais destacadamente, o historiador economista Robert Fogel — dizem que em alguns lugares foram alcançados do Estados Unidos no final de 1960 e começo de 1970.
A terminologia é controversa, pois alguns historiadores acreditam que a mudança religiosa que alcançou alguns lugares nos Estados Unidos durante esses anos não equivalem àquelas do Primeiro Grande Despertamento e Terceiro Grande Despertamento. Assim, a ideia de um Quarto Grande Despertamento em si mesmo não é geralmente aceita.